# Пелла (Айова)
Пелла (англ. Pella) — город округа Марион американского штата Айова с населением 10 464 человека по данным переписи населения США 2020 года. Основанный иммигрантами из Нидерландов, он находится в сорока милях к юго-востоку от Де-Мойна. В Пелле находится Центральный колледж, а также несколько производственных компаний, включая Pella Corporation и Vermeer Manufacturing Company.

## Население
| 2010   | 2020    |
| ------ | ------- |
| 10 352 | ↗10 464 |